# Kanayo O. Kanayo
 (juin 2024).
Si vous disposez d'ouvrages ou d'articles de référence ou si vous connaissez des sites web de qualité traitant du thème abordé ici, merci de compléter l'article en donnant les références utiles à sa vérifiabilité et en les liant à la section « Notes et références ».
Anayo Modestus Onyekwere (plus connu sous le nom de Kanayo O. Kanayo, né le 1er mars 1962 à Mbaise, dans l'État d'Imo au Nigeria) est un acteur nigérian. En 2006, il a  remporté l'African Movie Academy Award comme le meilleur acteur dans un rôle principal.

## Biographie
Né dans l'État d'Imo, Kanayo apparaît pour la première dans le film Living Bondage réalisé en 1992. Tournant à Nollywood, il a depuis joué dans plus de 100 films.
Il est actuellement ambassadeur des  nations unies et porte le titre de MFR . Kanayo est avec Kenneth Nnebue (producteur de Living in Bondage), Olu Jacobs, Enoch Adeboye, Queen Elizabeth et Fela Kutiwere, les personnes honorées par le  gouvernement Nigeria en 2014 lors de la  célébration du centenaire[De qui ?].

## Filmographie
- 1992 : Living in Bondage
- 2014 : October 1